# I2O
Entrada/Saída Inteligente, ou do inglês Intelligent Input/Output(I2O), é uma extinta especificação de entrada/saída(E/S) de computador. A I2O surgiu na Intel, em meados dos anos 1990, com a publicação da especificação em 1996 pelo Intelligent I/O Special Interest Group. A I2O foi originalmente destinada para fazer uso do microprocessador i960 como o dispositivo de offload de E/S.